# Temporada 1979-80 de los Atlanta Hawks
La temporada 1978-79 fue la duodécima de los Atlanta Hawks en la NBA en su ubicación de Atlanta, la trigésimo primera en la liga y la trigésimo cuarta desde su fundación. La temporada regular acabó con 46 victorias y 36 derrotas, ocupando el segundo puesto de la Conferencia Este, clasificándose para los playoffs, en los que cayeron en semifinales de conferencia ante Philadelphia 76ers.

## Elecciones en elDraft
Ninguno de los jugadores seleccionados por la franquicia de Atlanta en el Draft de 1979 llegó a jugar en la NBA.

## Temporada regular
| División Central    | División Central | División Central | División Central | División Central | División Central | División Central | División Central | División Central |
| Equipo              | G                | P                | %                | PD               | Casa             | Fuera            | Div              |                  |
| ------------------- | ---------------- | ---------------- | ---------------- | ---------------- | ---------------- | ---------------- | ---------------- | ---------------- |
| y-Atlanta Hawks     | 50               | 32               | .610             | –                | 32–9             | 18–23            | 21–9             |                  |
| x-Houston Rockets   | 41               | 41               | .500             | 9                | 29–12            | 12–29            | 20–10            |                  |
| x-San Antonio Spurs | 41               | 41               | .500             | 9                | 27–14            | 14–27            | 14–16            |                  |
| Cleveland Cavaliers | 37               | 45               | .451             | 13               | 28–13            | 9–32             | 16–14            |                  |
| Indiana Pacers      | 37               | 45               | .451             | 13               | 26–15            | 11–30            | 15–15            |                  |
| Detroit Pistons     | 16               | 66               | .195             | 34               | 13–28            | 3–38             | 4–26             |                  |

## Playoffs

### Semifinales de Conferencia
Philadelphia 76ers vs. Atlanta Hawks 
| Fecha       | Partido                                   | Ciudad     |
| ----------- | ----------------------------------------- | ---------- |
| 6 de abril  | Philadelphia 76ers 107, Atlanta Hawks 104 | Filadelfia |
| 9 de abril  | Philadelphia 76ers 99, Atlanta Hawks 92   | Filadelfia |
| 10 de abril | Atlanta Hawks 105, Philadelphia 76ers 93  | Atlanta    |
| 13 de abril | Atlanta Hawks 83, Philadelphia 76ers 107  | Atlanta    |
| 15 de abril | Philadelphia 76ers 105, Atlanta Hawks 100 | Filadelfia |
|             | Philadelphia 76ers gana las series 4-1    |            |

## Estadísticas
| Rk | Jugador        | Edad | P  | PT | MP   | TC  | TCI  | %TC  | T3  | T3I | %T3  | TL  | TLI | %TL  | RO  | RD  | RT   | AS  | RB  | TAP | BP  | FP  | PTS  |
| -- | -------------- | ---- | -- | -- | ---- | --- | ---- | ---- | --- | --- | ---- | --- | --- | ---- | --- | --- | ---- | --- | --- | --- | --- | --- | ---- |
| 1  | Eddie Johnson  | 24   | 79 |    | 33.2 | 7.5 | 15.3 | .487 | 0.1 | 0.2 | .385 | 3.5 | 4.3 | .828 | 1.2 | 1.3 | 2.5  | 4.7 | 1.5 | 0.3 | 2.4 | 2.7 | 18.5 |
| 2  | Dan Roundfield | 26   | 81 |    | 32.0 | 6.2 | 12.4 | .499 | 0.0 | 0.0 | .000 | 4.1 | 5.7 | .710 | 3.6 | 6.7 | 10.3 | 2.3 | 1.2 | 1.7 | 2.9 | 3.9 | 16.5 |
| 3  | John Drew      | 25   | 80 |    | 28.8 | 6.7 | 14.8 | .453 | 0.0 | 0.1 | .000 | 6.1 | 8.1 | .757 | 2.5 | 3.4 | 5.9  | 1.3 | 1.1 | 0.3 | 3.0 | 3.9 | 19.5 |
| 4  | Armond Hill    | 26   | 79 |    | 26.5 | 2.2 | 5.5  | .411 | 0.0 | 0.1 | .250 | 1.6 | 1.8 | .849 | 0.4 | 1.4 | 1.7  | 5.4 | 1.4 | 0.1 | 2.2 | 3.3 | 6.1  |
| 5  | Tree Rollins   | 24   | 82 |    | 25.9 | 3.5 | 6.3  | .558 | 0.0 | 0.0 |      | 1.9 | 2.7 | .714 | 3.5 | 6.0 | 9.4  | 0.9 | 0.7 | 3.0 | 1.2 | 3.9 | 8.9  |
| 6  | Steve Hawes    | 29   | 82 |    | 22.6 | 3.7 | 7.4  | .502 | 0.0 | 0.1 | .375 | 1.8 | 2.2 | .824 | 1.8 | 4.2 | 6.0  | 1.8 | 0.9 | 0.4 | 1.5 | 2.5 | 9.3  |
| 7  | Charlie Criss  | 31   | 81 |    | 22.1 | 3.1 | 7.1  | .431 | 0.0 | 0.2 | .059 | 2.1 | 2.6 | .811 | 0.3 | 1.1 | 1.4  | 3.0 | 0.9 | 0.0 | 1.6 | 1.6 | 8.3  |
| 8  | Tom McMillen   | 27   | 53 |    | 20.2 | 3.6 | 7.2  | .500 | 0.0 | 0.0 | .000 | 1.5 | 2.0 | .757 | 1.3 | 2.8 | 4.2  | 1.2 | 0.7 | 0.3 | 1.2 | 2.4 | 8.7  |
| 9  | Terry Furlow   | 25   | 21 |    | 19.2 | 3.1 | 7.7  | .410 | 0.0 | 0.4 | .111 | 2.1 | 2.4 | .863 | 1.1 | 0.9 | 2.0  | 3.4 | 0.9 | 0.4 | 1.6 | 0.9 | 8.4  |
| 10 | Jim McElroy    | 26   | 31 |    | 16.6 | 2.1 | 5.5  | .386 | 0.1 | 0.2 | .286 | 1.2 | 1.7 | .698 | 0.6 | 0.9 | 1.6  | 2.1 | 0.7 | 0.2 | 1.4 | 1.5 | 5.5  |
| 11 | Jack Givens    | 23   | 82 |    | 15.3 | 2.2 | 5.8  | .385 | 0.0 | 0.0 | .000 | 1.3 | 1.6 | .828 | 1.4 | 1.6 | 3.0  | 0.7 | 0.6 | 0.2 | 0.7 | 1.6 | 5.7  |
| 12 | John Brown     | 28   | 28 |    | 12.9 | 1.3 | 3.5  | .378 | 0.0 | 0.0 |      | 1.2 | 1.6 | .773 | 0.8 | 1.5 | 2.2  | 0.5 | 0.1 | 0.1 | 0.9 | 2.4 | 3.9  |
| 13 | Ron Lee        | 27   | 30 |    | 12.1 | 1.0 | 3.0  | .319 | 0.0 | 0.1 | .000 | 0.3 | 0.6 | .529 | 0.4 | 0.7 | 1.1  | 2.2 | 0.5 | 0.1 | 1.1 | 2.2 | 2.2  |
| 14 | Rick Wilson    | 23   | 5  |    | 11.8 | 0.4 | 2.8  | .143 | 0.0 | 0.0 |      | 0.8 | 1.2 | .667 | 0.4 | 0.2 | 0.6  | 2.2 | 0.8 | 0.2 | 1.6 | 0.6 | 1.6  |
| 15 | Sam Pellom     | 28   | 44 |    | 8.5  | 1.0 | 2.5  | .407 | 0.0 | 0.0 |      | 0.5 | 0.7 | .700 | 0.6 | 1.5 | 2.1  | 0.4 | 0.3 | 0.3 | 0.4 | 1.6 | 2.5  |

## Galardones y récords
| Jugador        | Galardón                                                                 |
| Dan Roundfield | 2.º Mejor quinteto de la NBA Mejor quinteto defensivo de la NBA All-Star |
| Eddie Johnson  | 2.º Mejor quinteto defensivo de la NBA All-Star                          |
| John Drew      | All-Star                                                                 |